# لقنورة برينغلية
لقنورة برينغلية (الاسم العلمي:Lecanora pringlei) هي نوع من الفطريات تتبع جنس اللقنورة من الفصيلة اللقنورية.